# Герасим Кефалонийский

Св. Герасим Кефалонийский

Гера́сим Кефалони́йский (греч. Γεράσιμος της Κεφαλονιάς; 1506, Трикала Коринфская — 15 августа 1579, Кефалония) — православный святой, небесный покровитель и защитник греческого острова Кефалония.

## Биография
Мирское имя неизвестно. Происходил из аристократического византийского рода Нотара (греч. Νοταράς). Дед Герасима Лука Нотарас был последним Великим дукой Византии (вторым человеком после императора). Пострижен с именем Герасим в монахи на Афоне. Рукоположен в священники в Иерусалиме, где 12 лет служил в церкви Воскресения Господня; посетил как паломник Египет и Сирию.
Желая уединения, удалился из Иерусалима и вёл жизнь отшельника на Крите и Закинфе. В 1555 году приехал на Кефалонию, где сначала жил в пещере в Ласси (ныне — популярный курортный пригород Аргостоли), а затем перебрался в горную область близ Вальсаматы (20 км к востоку от Аргостоли), где в 1559 году основал монастырь. По преданию, последними словами св. Герасима были: «Τεκνία ειρηνεύετε εν εαυτοίς και μη τα υψηλά φρονείτε» (Живите в мире с самими собою как дети, и не помышляйте о высоком).
Святой Герасим глубоко почитаем жителями Кефалонии, его именем часто называют мальчиков. Современный (женский) монастырь св. Герасима — самый большой и роскошный на острове. Многие иконы главного храма (в том числе, русских святых) представляют собой дарения местных жителей, подписанные их именами. Нетленные мощи святого в стеклянной (!) серебряной раке покоятся в отдельном небольшом храме, вблизи которого расположен огромный платан, посаженный святым. В день поминовения св. Герасима 16 августа, который на острове отмечается с большим размахом, его мощи проносят над больными и немощными ради их исцеления. 20 октября — День св. Герасима, официальный государственный праздник на острове Кефалония.
В начале XX века церковь св. Герасима была построена выходцами с Кефалонии в Нью-Йорке.

## Интересные факты
- Тело Герасима эксгумировали дважды — в 1581 и (по требованию недоверчивых венецианских католиков вторично) в 1582 году, и оба раза оно оставалось нетленным.
- Праздник св. Герасима и чудо излечения красочно показаны в начале голливудского фильма «Мандолина капитана Корелли».